# 木村慎
木村 慎 (きむら しん、1994年2月8日 - ) は、静岡県出身の陸上競技選手。専門は長距離種目。浜松日体高等学校、明治大学商学部卒業。Honda陸上競技部所属。

## 来歴・人物
浜松日体高校時代は全国高校駅伝に3年連続出場を果たす。
明治大学競走部では同期の横手健(現：富士通陸上競技部)とともに主力選手として活躍。4年時には横手が主将を務め、木村は横手がケガで戦線を離れている際にチームを引っ張るなどWエースとしてチームを支えた。大学三大駅伝には4年間で通算9回出走し、すべて区間一桁順位を記録した。2年時の第45回全日本大学駅伝では7区で区間賞を獲得。3年時の熊日30キロロードレースでは優勝を果たすなどロードレースを得意とした。4年時の関東インカレでは10000m・ハーフマラソンでそれぞれ4位入賞を果たしている。
Honda入社後は2018年2月の第101回日本選手権クロスカントリー競走で5位入賞。2020年2月の第48回全日本実業団ハーフマラソンでは1時間00分54秒の好タイムで日本人3番手の5位入賞。翌3月の東京マラソン2020では当時日本歴代11位となる2時間07分20秒を記録した。

## 記録・戦績

### 自己ベスト
- 5000m：13分45秒21（2016年7月11日、ホクレンディスタンスチャレンジ網走大会）
- 10000m：28分14秒05（2021年4月24日、日本体育大学長距離競技会）
- ハーフマラソン：1時間00分54秒（2020年2月9日、第48回全日本実業団ハーフマラソン）
- マラソン：2時間07分20秒（2020年3月1日、東京マラソン2020）

### 大学駅伝戦績
| 学年               | 出雲駅伝                      | 全日本大学駅伝              | 箱根駅伝                         |
| ------------------ | ----------------------------- | --------------------------- | -------------------------------- |
| 1年生 （2012年度） | 第24回 5区-区間5位 18分30秒   | 第44回 4区-区間7位 42分05秒 | 第89回 ― - ― 出走なし            |
| 2年生 （2013年度） | 第25回 ― - ― 出走なし         | 第45回 7区-区間賞 35分19秒  | 第90回 4区-区間5位 55分36秒      |
| 3年生 （2014年度） | 第26回 6区エントリー 大会中止 | 第46回 2区-区間4位 38分56秒 | 第91回 9区-区間2位 1時間08分58秒 |
| 4年生 （2015年度） | 第27回 1区-区間4位 22分52秒   | 第47回 2区-区間3位 37分54秒 | 第92回 2区-区間6位 1時間08分33秒 |